# Strumyk Hobart

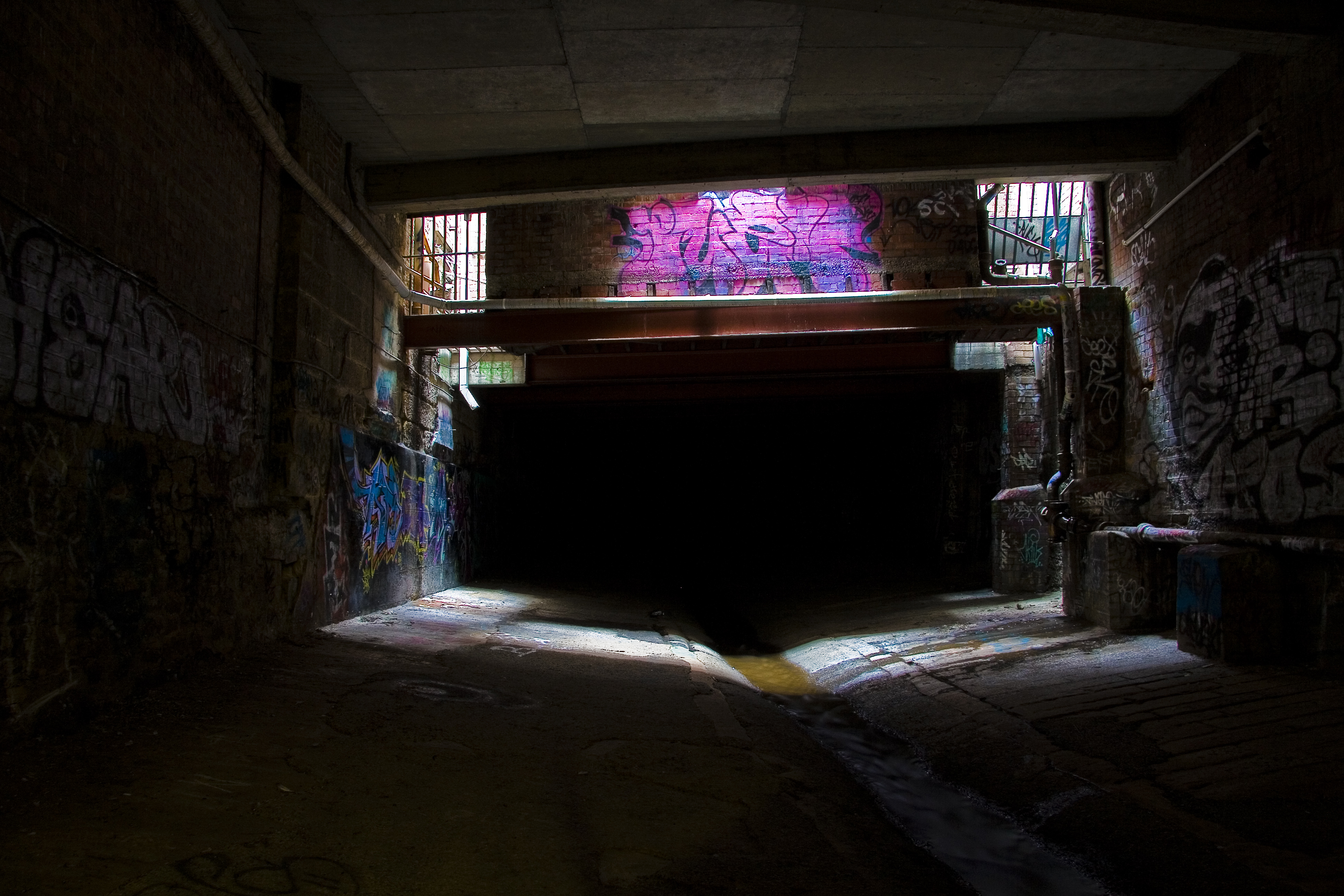
Strumyk Hobart pod miastem.

Strumyk Hobart (ang. Hobart Rivulet) – strumyk wypływający z podnóża Mount Wellington, płynący pod miastem Hobart i wpadający do rzeki Derwent. Strumyk był ważnym źródłem wody pitnej dla aborygenów, a później dla pierwszych europejskich osadników. Stanowił on ważne źródło energii dla wczesnego przemysłu w Hobart. Ze względu na bardzo dobrą jakoś wody w górnym biegu strumyka, wybudowano koło niego zakład browarowy Cascade Brewery. 
Do części strumyka, która płynie pod miastem organizowane są regularne wycieczki.